# Yayoi Kobayashi
Pour les articles homonymes, voir Kobayashi.
Yayoi Kobayashi (小林 弥生, Kobayashi Yayoi), née le 18 septembre 1981, est une joueuse internationale de football japonaise.

## Biographie
Le 24 mars 1999, elle fait ses débuts dans l'équipe nationale japonaise contre la France. Elle participe à la Coupe du monde 1999, 2003 et Jeux olympiques d'été 2004. Elle compte 54 sélections et 12 buts en équipe nationale du Japon de 1999 à 2004.

## Statistiques
Le tableau ci-dessous présente les statistiques de Yayoi Kobayashi en équipe nationale
| Équipe du Japon | Équipe du Japon | Équipe du Japon |
| Année           | Matchs          | Buts            |
| --------------- | --------------- | --------------- |
| 1999            | 8               | 2               |
| 2000            | 1               | 0               |
| 2001            | 12              | 2               |
| 2002            | 11              | 1               |
| 2003            | 14              | 6               |
| 2004            | 8               | 1               |
| Total           | 54              | 12              |

## Palmarès
- Finaliste de la Coupe d'Asie 2001